# Zu Nuwas
Zu Nuwas (arab. ذو نواس) także Jusuf ibn Szarahbil (arab. يوسف بن شرحبيل) – ostatni władca królestwa Himjarytów w Południowej Arabii – na terenie obecnego Jemenu – panował w latach 521/522–525/530.

## Imię
Zu Nuwas znany jest po różnymi imionami – w języku syryjskim jako Masruk, greckim jako Dounaas i arabskim jako Zura Zu Nuwas. Po przejściu na judaizm przyjął imię Jusuf.

## Życiorys
Według legendy, Zu Nuwas miał być przystojnym mężczyzną adorowanym przez poprzedniego władcę, którego zabił, by uniknąć niechcianych zalotów.
Śmierć Madikariba Jafura datowana jest pomiędzy czerwcem 521 a czerwcem 522. Zu Nuwas przejął władzę w wyniku zamachu stanu i dzięki wsparciu arystokracji. Przeszedł na judaizm i przyjął imię Jusuf. Panował w latach 517–525.
Wobec postępującej chrystianizacji Półwyspu Arabskiego, Zu Nuwas zaatakował chrześcijan w Zafarze. Zabił tam 300 aksumitów i spalił ich kościół. Następnie starł się z armią pustoszącą wybrzeże Morza Czerwonego i spalił kościół w Muchawanie. W wyniku tej kampanii miało zginąć 12,5–14 tys. osób, 11 tys. ludzi i 250 tys. zwierząt zostało wziętych do niewoli.
W 523 roku armia Zu Nuwasa dowodzona przez Szarahila Jakbula Zu Jazana zajęła Nadżran, który nie uznawał jego władzy. Na przełomie czerwca i lipca Szarahil rozpoczął oblężenie miasta, które jednak się nie poddawało. Na miejsce przybył Zu Nuwas obiecując buntownikom darowanie życia jeśli poddadzą miasto bez dalszej walki. Pomimo królewskiej obietnicy, w Nadżranie doszło do pogromu, podczas którego mogło zginąć nawet 20 tys. osób, które odmówiły konwersji na judaizm. Według źródeł greckich i syryjskich do masakry doszło w listopadzie 523 roku.
W odpowiedzi Cesarstwo Bizantyńskie we współpracy z Aksum przeprowadziło ofensywę. Wieści o masakrze chrześcijan w Nadżranie doszły do cesarza bizantyjskiego Justyna I, który wysłał list do władcy Aksum – Kaleba z prośbą o interwencję i pomszczenie męczenników z Nadżranu. Według legendy na Himjarytów wyruszyło 100 tys. żołnierzy dowodzonych przez dowódcę o imieniu Abraha. Aksum zmobilizowało 60 statków, m.in. z Egiptu, Zatoki Akaba i Indii oraz zbudowało 10 kolejnych jednostek, by uderzyć na Himjarytów. Kampania rozpoczęła się po święcie Zesłania Ducha Świętego w 525 roku. Armia Zu Nuwasa została pokonana, a on sam zginął przy próbie powstrzymania lądowania wojsk najeźdźcy. Według legendy Zu Nuwas miał popełnić samobójstwo, wjeżdżając na koniu w wody Morza Czerwonego.
Data klęski Himjarytów nie jest jednoznacznie określona – pomiędzy okresem po święcie Zesłania Ducha Świętego w 525 roku a przed wrześniem 531 roku. Śmierć Zu Nuwasa położyła kres niepodległości królestwa Himjarytów, które przetrwało kolejne 50 lat pod panowaniem Aksumitów. Na tronie Himjarytów Kaleb osadził Simjafę Aszwę, który panował krótko i został obalony przez Abrahę. Król Aksum próbował usunąć Abrahę z tronu, nasyłając na niego swojego generała – Abraha pokonał go jednak w pojedynku i utrzymał władzę. Abraha, a potem jego synowie sprawowali władzę do 575 roku, kiedy to Persowie zajęli Arabię Południową.